# Гергели
Гергели — колишнє село в Україні, у Новосанжарському районі Полтавської області.
Село позначене на 3-версній карті 1860-1870-х рр. під назвою хутір Ріка на 12 дворів.
Село зняте з обліку рішенням Полтавської обласної ради від 29 грудня 1995 року, у зв'язку із переселенням жителів.